# Falcondoïte
La falcondoïte, membre du groupe des sépiolites, a été découverte pour la première fois en République dominicaine, près de la ville de Bonao. La société Falconbridge Do minica, dont le dimunitif est falcondo possédant le gisement est à l'origine du nom. La falcondoïte est fréquemment associée à la sépiolite, à la garniérite, au talc et à la serpentine, et contient généralement du nickel. Bien que la formule chimique de la falcondoïte puisse varier, le minéral doit contenir plus de nickel que de magnésium pour en être qualifié. La formule chimique idéale est (Ni,Mg)4Si6O15(OH)2 · 6H2O. 

## Occurrence
Le gisement de latérite près de la ville de Bonao en République dominicaine où a été trouvé cette espèce minérale fait partie d'un massif serpentinisé de harzburgite, composé de minerai limonitique et serpentinitique. On le trouve dans les filons vert blanchâtre de la garniérite riche en sépiolite. Ces veines n'ont souvent que quelques millimètres à quelques centimètres d'épaisseur et peuvent être formées par le remplissage de fractures de tension. Bien que la falcondoïte soit le plus étroitement associée à la sépiolite, elle se caractérise par une teneur plus élevée en nickel,. Depuis, sa découverte, on en trouvé en Australie, au Kazakhstan, en Indonésie et en Slovaquie.

## Propriétés physiques
La falcondoïte est un minéral translucide de couleur vert blanchâtre à vert avec un éclat résineux et une rayure blanche. Il présente une dureté de 2 à 3 sur l'échelle de dureté de Mohs. Elle demeure un minéral cassant et friable avec un clivage distinct, et se présente sous la forme d'agrégats de cristaux fibreux microscopiques dont la taille est généralement inférieure à 10 μm avec un indice de réfraction inférieur à 1,55. Sous une lumière à polarisation croisée, les cristaux montrent une extinction parallèle ou presque parallèle à un allongement positif le long de l'axe c.

## Propriétés chimiques
La falcondoïte est considérée comme une variété de silicate hydraté ressemblant à de l'argile et contenant du nickel, un composant commun de la minéralisation de la garniérite. Elle est classée comme un phyllosilicate dont la structure est constituée de simples feuilles tétraédriques d'anneaux à six chaînons reliés par des feuilles ou des bandes octaédriques. La falcondoïte et la sépiolite forment une série de solutions solides de garniérite, la caractéristique de la sépiolite étant qu'elle contient plus de magnésium, tandis que la falcondoïte contient généralement plus de nickel. La formule chimique de la Falcondoite peut aller de [Ni8Si12O30(OH)4(OH2)4·8(H2O)] à [(Ni4Mg4)Si12O30(OH)4(OH2)4·8(H2O)], le pourcentage en poids de NiO allant jusqu'à 38,03 %. Certaines impuretés courantes de la falcondoïte sont faites d'aluminium, de chrome et de fer.

## Composition chimique
| Élément        | poids %  |  | Oxyde  | poids % |
| -------------- | -------- |  | ------ | ------- |
| Oxygène (O)    | 49,00 %  |  | SiO2   | 48,00 % |
| Nickel (Ni)    | 23,45 %  |  | NiO    | 29,84 % |
| Silicium (Si)  | 22,44 %  |  | H2O    | 16,79 % |
| Magnésium (Mg) | 3,24 %   |  | MgO    | 5,37 %  |
| Hydrogène (H)  | 1,88 %   |  |        |         |
|                |          |  |        |         |
| Total:         | 100,01 % |  | Total: | 100%    |

## Propriétés cristallographiques
La falcondoïte appartient au système cristallin orthorhombique, dans le groupe d'espace Pncn. Le volume de la maille unitaire standard est égal à 1903 Å 3 . La falcondoïte est biaxe positive avec une valeur d'indice de réfraction de 1,55 et une biréfringence de δ = 0,01 - 0,02. L'analyse par cristallographie aux rayons X montre un schéma similaire à celui de la sépiolite. Certains des pics mesurés finissent par s'élargir, peut-être en raison d'une mauvaise cristallinité, de sorte que des valeurs d précises étaient difficiles à obtenir,,.